# Porúbka (district de Bardejov)
Porúbka est un village de Slovaquie situé dans la région de Prešov.

## Histoire
Première mention écrite du village en 1427.

## Démographie

### Évolution de la population
| Année:               | 1994. | 2004.   | 2014.   | 2024.   |
| -------------------- | ----- | ------- | ------- | ------- |
| Nombre de personnes: | 244   | 238     | 218     | 213     |
| Différence:          |       | -2,45 % | -8,40 % | -2,29 % |

| Année:               | 2023. | 2024.   |
| -------------------- | ----- | ------- |
| Nombre de personnes: | 219   | 213     |
| Différence:          |       | -2,73 % |